# Международный сафари-клуб

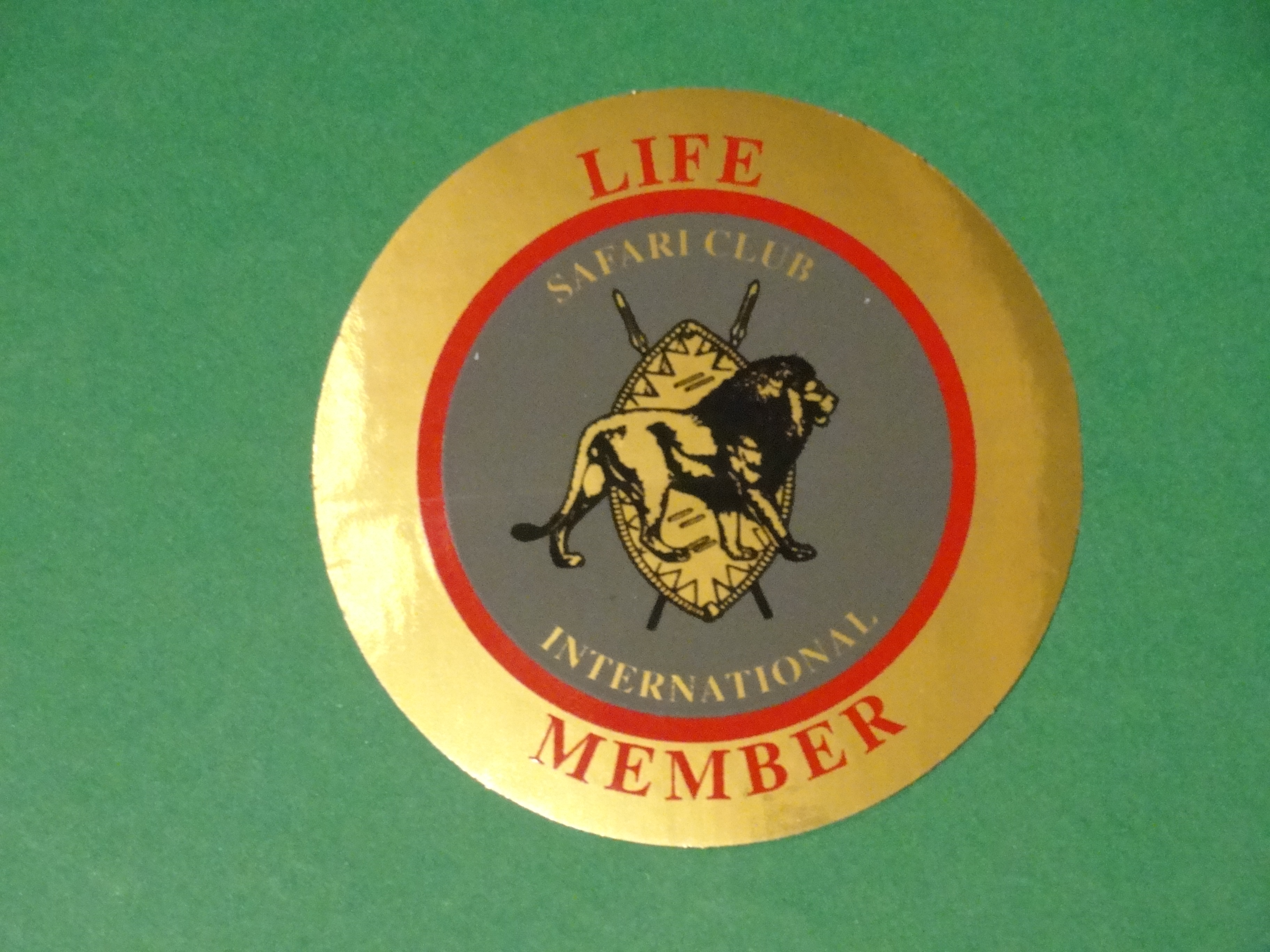
Эмблема Международного сафари-клуба

Международный сафари-клуб (англ. Safari Club International) — международная общественная некоммерческая организация, объединяющая любителей охоты (прежде всего трофейной). Целью деятельности является защита прав охотника, охрана охотничьих ресурсов и угодий во всем мире, упорядочивание правил охоты.

## История и структура
Международный сафари-клуб был создан в 1972 году в Лос-Анджелесе на базе местного сафари-клуба. Первоначально объединял только состоятельных американских охотников, но затем в него начали вступать иностранные участники. Постепенно из элитарного охотничьего клуба он превратился в активную общественную организацию.
После того, как Клуб стал международной организацией, он структурно разделился на две части: собственно Международный сафари-клуб с штаб-квартирой в Тусоне (штат Аризона) и Фонд Международного сафари-клуба, штаб-квартира которого находится в Вашингтоне. Первая отвечает за защиту прав охотника, вторая занимается природоохранными проблемами, вопросами охотничьего и природоохранного образования, в первую очередь, среди детей.
При этом обе части клуба возглавляются одним выборным президентом (с 2009 года — Ларри Рудольф, англ. Larry Rudolph, стоматолог по профессии), хотя каждая из них имеет отдельное правление во главе с председателем.

## Деятельность
В задачи Клуба входит учёт и изучение промышляемых популяций животных, выработка рекомендаций по проведению охоты в различных местах. Работа Фонда проходит в контакте с государственными структурами, частным бизнесом, научным сообществом.
Финансирование работы Клуба осуществляется за счёт членских взносов и добровольных пожертвований. С 2000 года, по заявлениям представителей Клуба, на мероприятия по защите прав охотника и поддержание охоты было затрачено 140 млн. долл. Расходы на природоохранные мероприятия и образовательные проекты в этой области составляют около 5 млн. долл. ежегодно. Клуб проводит также специальные мероприятия для инвалидов (особенно детей-инвалидов), предоставляя им возможности заниматься охотой и стрелковым спортом — в этих целях им поддерживаются связи с различными ассоциациями инвалидов США и других стран.

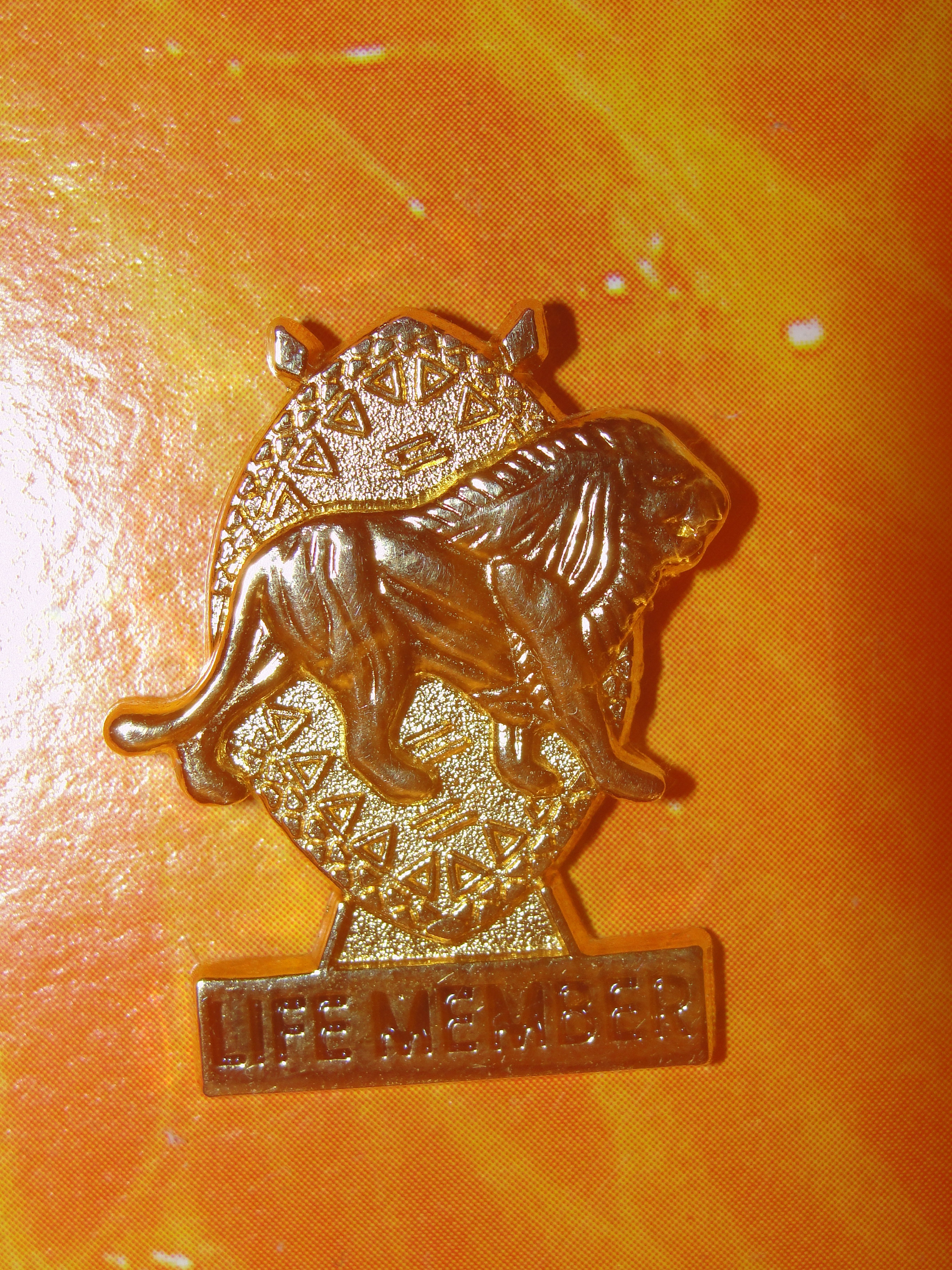
Членский значок Международного сафари-клуба

Международный сафари-клуб издаёт два печатных издания — журнал «Safari Magazine» (выходит раз в два месяца) и газету «Safari Times» (выходит раз в месяц), распространяемые среди членов. Кроме того, Клуб издаёт ежегодную книгу рекордов, в которую заносятся трофеи, наиболее выдающиеся по своим характеристикам.

## Членство
Членами Международного сафари-клуба являются около 52 тыс. чел. в 103 странах. Членство в клубе платное; сумма различается в зависимости от категории членства (сроком на год, на три года, пожизненное, льготное для лиц старше 60 лет).
Клуб имеет 190 отделений, в основном в США (во всех 50 штатах), в том числе 18 — в других странах. Первый филиал Safari Club International в СССР был организован в январе 1990 года и носил название «Московский филиал», его основателем и президентом стал Хохлов Александр Николаевич. В мае 2000 года, филиал был переименован в «Центральный Российский». В настоящее время филиала SCI в России не существует. .

## Мероприятия
Наиболее значимым мероприятием Клуба являются ежегодные конвенции, которые с 1989 года проводятся обычно в Рино (штат Невада). Участие в конвенции может принять любой член клуба, прошедший предварительную регистрацию. Весьма масштабной была 39-я конвенция, прошедшая 26—29 января 2011 года. Конвенцию посетили 18 тыс. зарегистрированных участников, в ней также приняли участие 1100 различных фирм. Вступительное слово при открытии конвенции произнесла бывший губернатор Аляски Сара Пэлин. В ходе конвенций Клуба проводятся выставки-продажи охотничьего оружия и снаряжения и сафари-пакетов, а также различные семинары, благотворительные аукционы, церемонии награждения лиц, отличившихся в сфере деятельности Клуба и т. д.
В конвенции 2018 года приняло участие 18 тыс. человек.